# 1 000 kilomètres de Brands Hatch
Les 1 000 kilomètres de Brands Hatch, ou Brands Hatch 1000 km, sont une course automobile internationale d'endurance disputée dans le Kent sur le circuit de Brands Hatch, ayant compté pour le Championnat du monde des voitures de sport à 17 reprises entre 1967 et 1989 (1967-72, 1974, 1979-82, et 1984-89), initialement en avril. 

## Histoire
La première année, cette compétition, d'emblée populaire, se déroula sous la forme d'un 500 milles aisément remporté par une AC Cobra, qui fut nommé -officiellement pour cette seule occasion- BOAC 500 (mais en fait officieusement aussi pour les trois années ultérieures, par la volonté de ce principal sponsort), et intégrée en 1966 au seul BSCC (le championnat britannique pour voitures de sport). Ultérieurement, d'autres commanditaires associèrent leur nom à sa dénomination (dont British Airways en 1974, et British Aerospace en 1984).
Le 7 avril 1968, Jim Clark se tua lors d'une course de Formule 2 en Allemagne alors qu'il était initialement prévu pour le BOAC 500. 
Les vitesses en course allant croissant, la formulation passa de 600 milles (en moyenne lors des deux premières 6 Heures) à 1 000 kilomètres en 1970 (le BOAC 1000 désormais).
Le circuit fut reconstruit en 1976. L'année suivante la compétition ne fut pas incorporée au championnat mondial (de même en 1983). 
En 1989, le Brands Hatch Trophy eut lieu pour une dernière fois en avril, réduit à un format de 480 kilomètres comme pour les sept autres manches de la saison.

## Palmarès

Le circuit de Brands Hatch de 1960 à 1975;

Le circuit de Brands Hatch de 1976 à 1987.

| Année            | Pilotes                                  | Équipe                         | Voiture                      |
| 500 Milles       | 500 Milles                               | 500 Milles                     | 500 Milles                   |
| ---------------- | ---------------------------------------- | ------------------------------ | ---------------------------- |
| 1966             | David Piper Bob Bondurant                | The Chequered Flag             | AC Cobra                     |
| 6 Heures         |                                          |                                |                              |
| 1967             | Mike Spence Phil Hill                    | Chaparral Cars Inc.            | Chaparral 2F-Chevrolet       |
| 1968             | Brian Redman Jacky Ickx                  | J.W. Automotive                | Ford GT40 Mk.I               |
| 1969             | Brian Redman Jo Siffert                  | Porsche System Engineering     | Porsche 908/02               |
| 1 000 kilomètres |                                          |                                |                              |
| 1970             | Pedro Rodríguez Leo Kinnunen             | J.W. Automotive Engineering    | Porsche 917K                 |
| 1971             | Andrea De Adamich Henri Pescarolo        | Autodelta SpA                  | Alfa Romeo T33/3             |
| 1972             | Mario Andretti Jacky Ickx                | SpA Ferrari SEFAC              | Ferrari 312PB                |
| 1974             | Jean-Pierre Beltoise Jean-Pierre Jarier  | Équipe Gitanes                 | Matra-Simca MS670C           |
| 6 Heures         |                                          |                                |                              |
| 1977             | Jacky Ickx Jochen Mass                   | Martini Racing                 | Porsche 935/77               |
| 1979             | Reinhold Joest Volkert Merl              | Joest Racing                   | Porsche 908/3 Turbo          |
| 1980             | Riccardo Patrese Walter Röhrl            | Lancia Corse                   | Lancia Beta Montecarlo Turbo |
| 1000 kilomètres  |                                          |                                |                              |
| 1981             | Guy Edwards Emilio de Villota            | Team Lola                      | Lola T600-Ford Cosworth      |
| 1982             | Jacky Ickx Derek Bell                    | Rothmans Porsche               | Porsche 956                  |
| 1983             | Derek Warwick John Fitzpatrick           | John Fitzpatrick Racing        | Porsche 956                  |
| 1984             | Jonathan Palmer Jan Lammers              | Canon Racing / GTi Engineering | Porsche 956                  |
| 1986             | Hans-Joachim Stuck Derek Bell            | Rothmans Porsche               | Porsche 962C                 |
| 1985             | Mauro Baldi Bob Wollek                   | Liqui Moly Equipe              | Porsche 956 GTi              |
| 1987             | Raul Boesel John Nielsen                 | Silk Cut Jaguar                | Jaguar XJR-8                 |
| 1988             | Andy Wallace Martin Brundle John Nielsen | Silk Cut Jaguar                | Jaguar XJR-9                 |
| 480 kilomètres   |                                          |                                |                              |
| 1989             | Mauro Baldi Kenny Acheson                | Team Sauber Mercedes           | Sauber C9-Mercedes           |